# デビッド・レッドベター
デビッド・レッドベター（David Leadbetter　1952年-）はイングランド出身のプロゴルファーである。

## 来歴
イギリスのサセックス州ワージングに生まれ、11歳のときにローデシアに移住、
1969年にツアープロへ転向した 。1982年にアメリカのフロリダ州に移り、ヘインズ市の現在のグレネルフェ・ゴルフ・アンド・テニス・リゾートにゴルフスクールを開設した後、1988年にはオーランドのレイク・ノーナ・ゴルフ・アンド・カントリークラブに活動拠点を移した。そこではニック・プライスやニック・ファルドらを指導し名声を上げた。

## 指導実績
ニック・ファルドやアーニー・エルス、ミシェル・ウィーらを指導し、一流ゴルファーに成長させた。また、ジュニア育成に力を入れていると言われる。
2017年にはPGAティーチャーオブザイヤーを受賞した。

## ゴルフ理論と著書
1990年に自らのスイング理論を体系化した初めてのレッスン書として著書「The Golf Swing」（邦題「ザ・アスレチック・スイング」1992年）を出版した。
最初のレッスン書から25年後の2015年には「THE A SWING」（邦題「Aスウィング」2016年）を出した。A SWINGの出版前の2013年に日本へ訪れた際には同理論をすでに展開しており、リピーティング（再現性）と、コンシステンシー（安定性）を重視していると述べている。
- "The A Swing: The Alternative Approach to Great Golf", 2015, ISBN 978-1250064912
- "Leadbetter's Quick Tips: The Very Best Short Lessons to Fix Any Part of Your Game", 2006, ISBN 978-0385511933
- "David Leadbetter 100% Golf: Unlocking Your True Golf Potential", 2002, ISBN 978-0062708236
- "The Fundamentals of Hogan", 2000, ISBN 978-0385502108
- "David Leadbetter's Faults and Fixes: How to Correct the 80 Most Common Problems in Golf", 1993, ISBN 978-0060169770
- "The Golf Swing", 1990, ISBN 978-0828908009

## ゴルフ・アカデミー
世界16都市でゴルフ教室としてレッドベター・ゴルフアカデミーを展開している。日本ゴルフアカデミー協会（JGAA）はレッドベター・ゴルフアカデミーと開発・提供などで業務提携を行っている。